# Česká pojišťovna Cup 1999

## Výsledky a tabulka
|    |         | CZE   | FIN    | SWE     | RUS   | V | R | P | Skóre | B |
| 1. | Česko   | Česko | 3:0    | 4:2     | 3:1   | 3 | 0 | 0 | 10:3  | 6 |
| 2. | Finsko  | 0:3   | Finsko | 4:3     | 2:2   | 1 | 1 | 1 | 6:8   | 3 |
| 3. | Švédsko | 2:4   | 3:4    | Švédsko | 5:4   | 1 | 0 | 2 | 10:12 | 2 |
| 4. | Rusko   | 1:3   | 2:2    | 4:5     | Rusko | 0 | 1 | 2 | 7:10  | 1 |

| Tým 1   | Výsledek          | Tým 2   |
| ------- | ----------------- | ------- |
| Finsko  | 4:3 (0:1,1:1,3:1) | Švédsko |
| Rusko   | 1:3 (1:2,0:1,0:0) | Česko   |
| Rusko   | 2:2 (1:1,0:1,1:0) | Finsko  |
| Česko   | 4:2 (2:0,0:0,2:2) | Švédsko |
| Švédsko | 5:4 (1:3,2:1,2:0) | Rusko   |
| Česko   | 3:0 (1:0,0:0,2:0) | Finsko  |

## All-Star-Team
| Útočník | Petr Čajánek Česko - Roman Šimíček Česko - Magnus Wernblom Švédsko |
| Obránce | František Kučera Česko - Petteri Nummelin Finsko                   |
| Brankář | Roman Čechmánek Česko                                              |

### Nejlepší hráči
| Pozice  | Hráč             |
| ------- | ---------------- |
| Brankář | Roman Čechmánek  |
| Obránce | Petteri Nummelin |
| Útočník | David Výborný    |